# Kaufman-Ionenquelle
Die Kaufman-Ionenquelle ist eine großflächige Ionenquelle mit hohem Ionenstrom bei niedrigem Arbeitsdruck. Sie wurde Ende der 1950er Jahre unter Leitung des NASA-Wissenschaftlers Harold R. Kaufman für Ionentriebwerke entwickelt. Sie wird auch in der industriellen Prozesstechnik eingesetzt.

Kaufman-Ionenquelle der
NASA-Sonde Deep Space 1

Die Ionen werden durch Elektronenstoßionisation von Gasatomen oder -molekülen gebildet. Die freien Elektronen werden thermisch erzeugt (wie in einer Glühkathode, ohne deren Elektronenoptik) oder für höhere Ströme mit einer Hohlkathode. Die Anode ist ringförmig. Ein magnetisches Multipolfeld lenkt die Elektronen ab, damit sie einen längeren Weg im Gas zurücklegen, bevor sie von der Anode aufgenommen werden. Damit sind Arbeitsdrucke im Bereich des Hochvakuums möglich. Ein großflächiges Steuergitter extrahiert sanft die Ionen und schirmt gleichzeitig die Ionenquelle gegen die hohe Feldstärke in der nachfolgenden Beschleunigungsstrecke ab.